# Eucereon pallescens
Eucereon pallescens är en fjärilsart som beskrevs av Rothschild 1912. Eucereon pallescens ingår i släktet Eucereon och familjen björnspinnare. Inga underarter finns listade i Catalogue of Life.